# Alfons Ritgen
Alfons Nikodemus Heinrich Ritgen (* 20. August 1820 in Mühlberg/Elbe; † 13. November 1879 in Grünhof (Kreis Regenwalde)) war ein preußischer Generalmajor.

## Leben

### Herkunft
Seine Eltern waren der preußische Oberstleutnant a. D. Wilhelm Ritgen (1789–1863) und dessen Ehefrau Luise, geborene von Derschau (1791–1826).

### Militärkarriere
Ritgen besuchte die Stadtschule in Treptow an der Rega sowie das Thorner Gymnasium und trat nach seinem Abschluss am 1. September 1837 als Ulan in das 6. Ulanen-Regiment der Preußischen Armee ein. Bis Mitte Januar 1841 avancierte er zum Sekondeleutnant und absolvierte ab Oktober 1844 zur weiteren Ausbildung für drei Jahre die Allgemeine Kriegsschule. 1849 nahm Ritgen während der Niederschlagung der Badischen Revolution und des Pfälzischer Aufstandes an den Gefechten bei Kirchheimbolanden, Wiesenthal, Neudorf, Durlach und Kuppenheim teil. Vom 1. Juni 1852 bis zum 28. Februar 1855 war er zum Topographischen Büro kommandiert und stieg Anfang Juli 1854 zum Premierleutnant auf. Daran schlossen sich verschiedene Kommandierungen an. Zunächst als Lehrer an der Vereinigten Divisionsschule der 7. und 8. Division, im September 1857 als Eskadronführer beim 6. Landwehr-Ulanen-Regiment, dann wieder als Lehrer an der Divisionsschule und schließlich ab Anfang September 1858 erneut als Eskadronsführer beim 6. Landwehr-Ulanen-Regiment. Dort wurde Ritgen am 12. Februar 1859 zum Rittmeister befördert.
Für die Dauer der Mobilmachung anlässlich des Sardinischen Krieges war Ritgen 1859 Führer der Ersatz-Eskadron seines Stammregiments und wurde Anfang September unter Stellung à la suite als Lehrer an die Kriegsschule nach Erfurt kommandiert. Unter vorläufiger Belassung in seinem Kommandos, in dem er bis zum 30. September 1860 tätig war, erfolgte am 7. Juli 1860 seine Ernennung zum Chef der 1. Eskadron in Mühlhausen/Thüringen. In dieser Eigenschaft führte Ritgen seine Eskadron 1866 während des Krieges gegen Österreich in den Kämpfen bei Liebenau, Münchengrätz, Pressburg und Königgrätz. Nach dem Krieg wurde er am 30. Oktober 1866 zum Major befördert und am 14. November 1867 als etatsmäßiger Stabsoffizier in das 1. Pommerschen Ulanen-Regiment Nr. 4 nach Schneidemühl versetzt. Im Krieg gegen Frankreich kämpfte Ritgen 1870/71 bei Gravelotte (wofür er das Eiserne Kreuz II. Klasse erhielt), bei der Belagerung von Metz sowie den Gefechten bei Jury und Mercy in der Nähe von Metz. Am 10. September 1870 kommandierte man ihn zur Wahrnehmung der Geschäfte als Kommandant von Sedan.
Unter vorläufiger Belassung in seiner Kriegsstellung wurde Ritgen am 4. April 1871 seinem Regiment aggregiert und am 29. Juni 1871 unter Stellung à la suite seines Regiments als Direktor der Kriegsschule nach Hannover versetzt. Er avancierte Mitte August 1871 zum Oberstleutnant, wurde am 4. Dezember 1871 unter Belassung in seiner Stellung à la suite des Generalstabes gestellt und stieg Ende März 1872 zum Oberst auf. Anfang Oktober 1874 erhielt Ritgen den Roten Adlerorden III. Klasse mit der Schleife und 1875 die Erlaubnis zur Annahme des Komtur des Hausordens der Wendischen Krone sowie des Kommentur II. Klasse des Friedrichs-Ordens. Unter Belassung à la suite des Generalstabes erfolgte am 21. Juli 1876 seine Ernennung zum Kommandanten von Kolberg. Am 8. September 1877 wurde er mit dem Charakter als Generalmajor und mit Pension Disposition gestellt. Ritgen starb unverheiratet am 13. November 1879 in Grünhof (Kreis Regenwalde).